# 显脉獐牙菜
显脉獐牙菜（学名：Swertia nervosa）为龙胆科獐牙菜属下的一个种。

## 扩展阅读
- 維基物種上的相關：显脉獐牙菜